# تپه سیون
تپه سیون مربوط به مس و سنگ است و در شهرستان کرمانشاه، بخش مرکز ی، دهستان میان دربند، ۸۰۰ متری شرق روستای رحمت آباد واقع شده و این اثر در تاریخ ۷ خرداد ۱۳۸۷ با شمارهٔ ثبت ۲۲۸۱۵ به‌عنوان یکی از آثار ملی ایران به ثبت رسیده است.